# Quiet Achiever
De Quiet Achiever (Engels voor Stille Bereiker) was de eerste zonnewagen ter wereld. De wagen werd in Australië ontwikkeld door de Deen Hans Thostrup in 1982. 
Thostrup reed samen met de voormalige Formule 1-coureur Larry Perkins van Perth naar Sydney. De start was op 19 december 1982 en op 7 januari 1983 kwamen de coureurs aan. De auto legde de afstand van 4052 km af in 20 dagen met een gemiddelde snelheid van 23 km/h. Het succes van de Quiet Achiever leidde tot de organisatie van de World Solar Challenge in Australië in 1987.
De ontwikkeling van de Quiet Achiever werd gesponsord door oliemaatschappij BP. De Quiet Achiever nam deel aan een door BP gesponsorde wedstrijd: de BP Solar Trek.